# ASV Schorndorf
Der ASV Schorndorf ist ein Ringerverein aus Schorndorf (Rems-Murr-Kreis), der 1908 gegründet wurde. Der Verein errang 1975 und 2025 die deutsche Mannschaftsmeisterschaft. Die 1. Ringermannschaft tritt seit 2019 wieder in der DRB-Bundesliga an.
Seine Wettkämpfe trägt der Verein in der Sporthalle Grauhalde in Schorndorf aus.

## Geschichte des Vereins
Der Verein ASV Schorndorf wurde 1908 als ASV Spartania im Gasthaus zur „Bierhalle“ gegründet. Heinrich Stradinger war damals der erste Vorstand des Vereins. Anfangs stand vor allem das Gewichtheben im Zentrum des Vereinslebens, doch bereits zum Ende des Jahres 1908 erhielt der Verein seine erste Ringermatte.
Bereits vor dem Ersten Weltkrieg konnte der Verein erste Turniererfolge verzeichnen. So schnitt Karl Beißwenger beim Athletiksportfest in Nürnberg 1912 sehr gut ab.
Der Erste Weltkrieg brachte einen Stillstand. Hans Merkle, Max Merkle, Anton Reichert und Karl Setzer starben.
Nach dem Ersten Weltkrieg ging es dank des Förderers Willi Hornschuch wieder aufwärts mit dem Verein. 1920, 1924 und 1926 trug der Verein die Gaumeisterschaft aus. 1929 gelang der Ringerstaffel der Aufstieg in die Kreisliga, damals die zweithöchste Liga in Württemberg. Die erzwungene Gleichschaltung ab 1933 lähmte die freie Entwicklung des Vereins. Teile des Sportplatzes und dessen Sporthaus mussten an SA und SS abgegeben werden.

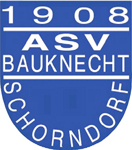
Historisches Logo des ASV Bauknecht Schorndorf

Nach dem Zweiten Weltkrieg wurden die örtlichen Vereine in einem Großverein zusammengefasst. 1948 wurde der ASV Spartania jedoch wieder neugegründet. 1958 folgte der erste Vizemeistertitel. 1966 wurde ein Vertrag mit dem in Schorndorf ansässigen Hausgerätehersteller Bauknecht geschlossen, seitdem trägt der Verein den Beinamen „Bauknecht“. 1974 wurden die Ringer erneut Vizemeister und ein Jahr später feierten sie gegen den ASV Mainz 1888 ihren ersten deutschen Mannschaftsmeistertitel.
1981 konnte sich der Verein nach der Insolvenz von Bauknecht nicht mehr selbst finanzieren und musste in die Amateurliga absteigen. Die ASVler kamen über die Oberliga, Regionalliga und die 2. Bundesliga, wo sie im Jahr 2000 ohne Punktverlust geblieben waren, wieder in die 1. Bundesliga. Der Abstieg ziemlich bald darauf war jedoch nicht zu verhindern. In der 2. Bundesliga erreichte der ASV seitdem wieder gute Platzierungen und in der Saison 2006/07 nahm er an der Relegation teil. In der Saison 2008/09 belegte Schorndorf Platz 7 unter Trainer Jaroslav Bago.
Seit 2004 hat der ASV Schorndorf auch eine 2. Männermannschaft. Sie wurde 2007 und 2008 Bezirksliga-Meister. 2007 schafften sie es allerdings nicht, durch die Relegation aufzusteigen. Ab 2009 ringen sie durch eine neue Einteilung der unteren Ligen automatisch in der Landesliga.
Im WRV-Pokal schaffte der Verein es 2008 bis ins Finale, 2009 schied er in der zweiten Runde aus. 2010 zog der Verein seine Mannschaft aus der 2. Bundesliga zurück und trat in der neuen Saison in der sechstklassigen Landesliga an, die man auf Rang sechs abschloss.

## Namen des Vereins seit der Gründung
| Zeitraum    | Name                            |
| ----------- | ------------------------------- |
| 1908 – 1919 | ASV „Spartania“ Schorndorf 1908 |
| 1919 – 1921 | TSV 1846 Schorndorf             |
| 1921 – 1938 | ASV „Spartania“ Schorndorf 1908 |
| 1945 – 1948 | SV 1846 Schorndorf              |
| 1948 – 1966 | ASV „Spartania“ Schorndorf 1908 |
| 1966 – 2019 | ASV Bauknecht Schorndorf 1908   |
| Seit 2019   | ASV Schorndorf 1908             |

## Ligageschichte seit 1950

Ligadiagramm ASV Schorndorf 1950–2008

| Zeitraum  | Liga (Klasse)                        |
| --------- | ------------------------------------ |
| 1950–1964 | Württembergische Oberliga (I)        |
| 1964–1982 | 1. Bundesliga (I)                    |
| 1982–1995 | Amateurligen/Oberliga/Regionalliga   |
| 1995–2000 | 2. Bundesliga (II)                   |
| 2001–2002 | 1. Bundesliga (I)                    |
| 2002–2005 | Oberliga Württemberg (IV)            |
| 2005–2006 | Regionalliga Baden-Württemberg (III) |
| 2006–2010 | 2. Bundesliga (II)                   |
| 2010–2012 | Landesliga Württemberg (VI)          |
| 2012–2013 | Landesklasse Gruppe A (VII)          |
| 2013–2014 | Landesliga Württemberg (VI)          |
| 2014–2016 | Verbandsliga Württemberg (V)         |
| 2016–2018 | Oberliga Württemberg (IV/III)        |
| 2018–2019 | Regionalliga Baden-Württemberg (II)  |
| Seit 2019 | DRB-Bundesliga (I)                   |

## Erfolge
- Deutscher Mannschaftsmeister: 1975, 2025
- Deutscher Vize-Mannschaftsmeister: 1958, 1974, 2023
- Vize-Pokalsieger: 1969